# Közjogi felelősségre vonás

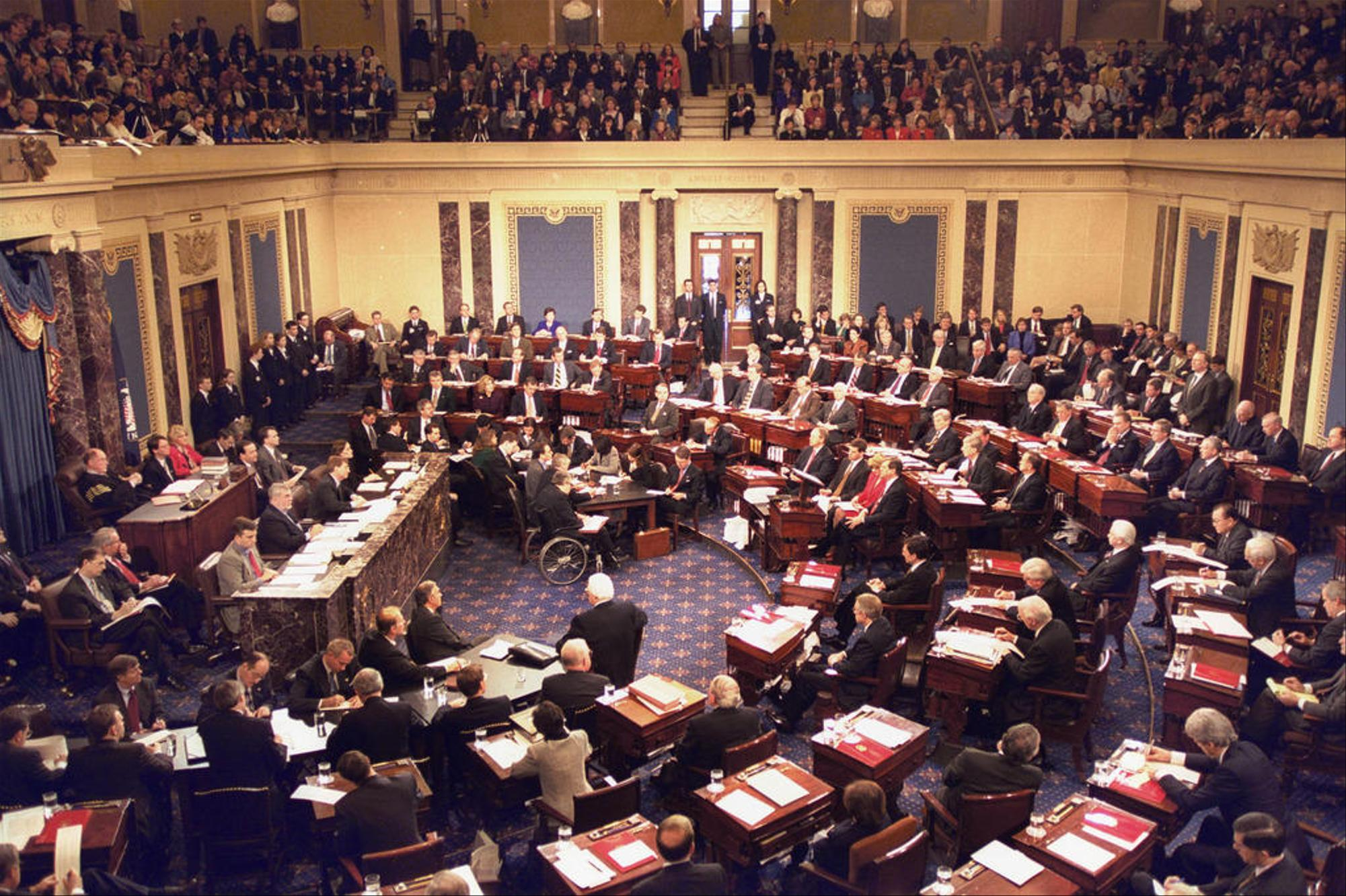
Eljárás az amerikai szenátusban Bill Clinton elnök ellen, 1999

A közjogi felelősségre vonás vagy alkotmányjogi felelősségre vonás (elterjedt angol kifejezéssel impeachment) olyan, számos országban létező alkotmányos eljárás, amelynek során az ország törvényhozó szerve vagy legfelső szintű bírósága az ország vezetőjét leválthatja. A közjogi felelősségre vonás különbözik a visszahívás intézményétől, ahol a választók bizalmát elvesztő választott vezetőket népszavazás útján váltják le. Ugyanakkor különbözik ez az eljárás a büntetőjogi felelősségre vonástól is.
A közjogi felelősségrevonási eljárások országról országra változnak. A procedúra jellemzően bírósági tárgyalásra emlékeztet, és tipikusan két szakaszból áll. Az első szakaszban valamilyen hatalmi szerv – általában az ország törvényhozása, vagy annak egyik háza – vádat emel a vezető ellen. A második szakaszban egy másik hatalmi szerv – az adott ország államberendezkedésétől függően a törvényhozás másik háza, a legfelsőbb bíróság vagy az alkotmánybíróság – dönt arról, hogy a vád alapján a vezetőt meg kell-e fosztani hivatalától.
A közjogi felelősségrevonási eljárást Magyarország alaptörvénye is ismeri.

## Különböző jogrendszerekben

### Amerikai Egyesült Államok
Az Amerikai Alkotmány első cikkelye hatalmazza fel a Kongresszus két kamaráját az elnök közjogi felelősségre vonására. Hazaárulás, vesztegetés vagy súlyos törvényszegés gyanúja esetén a Képviselőháznak egyszerű többséggel kell elfogadnia a vádat. (Ennek az eljárásnak az angol elnevezése impeachment). Ezt követően a Szenátus folytatja le a tárgyalást, ahol a tagok kétharmados egyetértése szükséges az elnök hivatalból való eltávolításához. A büntetőjogi felelősségre vonás csak ezután folytatható le hagyományos bírósági eljárás során.

### Magyarország
Magyarország alaptörvényének Az Állam című szakaszában a 13. cikk foglalkozik a köztársasági elnök eltávolítására irányuló közjogi eljárással. Eszerint a „köztársasági elnökkel szemben az országgyűlési képviselők egyötöde indítványozhatja a tisztségtől való megfosztást.” Ezután kétharmados szavazás következik, a megfosztási eljárás megindításáról. Ha a képviselők ilyen minősített többsége az eljárás megindítása mellett szavaz, a folyamat bírósági keretben folyik tovább: a „megfosztási eljárás lefolytatása az Alkotmánybíróság hatáskörébe tartozik”.

### Németország
Németországban a szövetségi elnököt megvádolhatja a Bundestag és a Bundesrat is, amennyiben az elnök szövetségi törtvényt sért meg akaratlagosan. Ha a Bundestag vagy a Bundesrat megvádolja az elnököt, a szövetségi alkotmánybíróságnak kell döntést hoznia arról, hogy bűnös-e, és ha bűnösnek találják, arról is ők döntenek, hogy eltávolítják-e a pozícióból. A vádeljárás pontos leírását a német alaptörvény 61. cikkelye tartalmazza.

### Oroszország
Oroszország elnökét akkor vonhatják vád alá, ha mind a Duma, mind pedig a Szövetségi Tanács kétharmados többséggel megszavazza azt, valamint a legfelsőbb bíróság bűnösnek találja hazaárulás vádjában, és az alkotmánybíróság érvényesnek találja a vádlási folyamatot. Az eljárást az alkotmány 93. cikkelye szabályozza. 1995 és 1999 között a Duma több próbálkozást is tett arra, hogy elmozdítsa Borisz Jelcint a hivatalából, de sosem tudtak elég szavazatot összegyűjteni ahhoz, hogy a Szövetségi Tanács elé terjesszék a javaslatot.